# Dorema sabulosum
Dorema sabulosum là một loài thực vật có hoa trong họ Hoa tán. Loài này được Litv. mô tả khoa học đầu tiên năm 1922.